# كوالكوم سناب دراغون
سناب دراغون (بالإنجليزية: Snapdragon)‏ عبارة عن مجموعة من أنظمة منتجات أشباه الموصلات ذات الرقاقة (SoC) للأجهزة المحمولة التي تم تصميمها وتسويقها بواسطة شركة كوالكوم للتكنولوجيا. تستخدم وحدة المعالجة المركزية سناب دراجون (CPU) مجموعة تعليمات بنية إيه آر إم RISC . قد تتضمن SoC واحدة عدة أنوية CPU ووحدة معالجة رسومات Adreno (GPU) ومودم سناب دراجون اللاسلكي ومعالج إشارة رقمية كوالكوم سداسي (DSP) ومعالج إشارة صور كوالكوم Spectra (ISP) وبرامج وأجهزة أخرى لدعم الهاتف الذكي نظام تحديد المواقع العالمي (GPS) والكاميرا والفيديو والصوت والتعرف على الإيماءات وتسريع الذكاء الاصطناعي. على هذا النحو، غالبًا ما تشير كوالكوم إلى سناب دراجون على أنه «منصة متنقلة» (على سبيل المثال،رقاقة سناب دراجون 8 الجيل الاول). تم تضمين (سناب دراجون) أشباه الموصلات في أجهزة من أنظمة مختلفة، بما في ذلك أندرويد ويندوز فون وأجهزة الكمبيوتر المحمولة. كما تُستخدم أيضًا في السيارات والأجهزة القابلة للارتداء والأجهزة الأخرى. بالإضافة إلى المعالجات، يشتمل خط سناب دراجون على أجهزة المودم وشرائح wi-fi ومنتجات شحن الأجهزة المحمولة.
تم إصدار سناب دراجون s1 في ديسمبر 2007 وقد تضمن أول  معالج 1جيجاهرتز للهواتف المحموله
. قدمت كوالكوم هيكلها المصغر "Krait" في الجيل الثاني من سناب دراجون SoCs في عام 2011، مما يسمح لكل نواة معالج بضبط سرعته بناءً على احتياجات الجهاز. في معرض الإلكترونيات الاستهلاكية لعام 2013، قدمت كوالكوم أول سلسلة سناب دراجون 800 وأعادت تسمية الطرازات السابقة بالسلسلة 200 و 400 و 600. تم تقديم العديد من التكرارات الجديدة منذ ذلك الحين، مثل سناب دراجون 805 و 810 و 615 و 410. أعادت كوالكوم تسمية منتجات المودم الخاصة بها تحت اسم سناب دراجون في فبراير 2015. اعتبارًا من 2018 بدأت أسوس وإتش بي ولينوفو بيع أجهزة الكمبيوتر المحمولة مع وحدات المعالجة المركزية المستندة إلى سناب دراجون والتي تعمل بنظام التشغيل ويندوز 10 تحت اسم "Always Connected PCs"، مما يمثل دخولاً إلى سوق أجهزة الكمبيوتر لشركة كوالكوم وبنية إيه آر إم.

## التاريخ

### ما قبل الإصدار
أعلنت شركة كوالكوم أنها تقوم بتطوير وحدة المعالجة المركزية سكوربيون (CPU) في نوفمبر 2007. تم الإعلان عن نظام سناب دراغون على رقاقة (SoC) في نوفمبر 2006 وشمل معالج سكوربيون، وكذلك أشباه الموصلات الأخرى. وهذا يشمل أيضًا معالج الإشارة الرقمية السداسي المخصص (DSP) الخاص بشركة كوالكوم.
وفقًا للمتحدث باسم كوالكوم، فقد تم تسميته باسم سناب دراغون، لأن «سناب ودراجون (التقط والتنين) بدا سريعًا وشرسًا». في الشهر التالي، استحوذت كوالكوم على Airgo Networks مقابل مبلغ لم يكشف عنه؛ وقالت إن تقنية Airgo's 802.11a / b / g و 802.11n Wi-Fi سيتم دمجها مع مجموعة منتجات سناب دراغون. كان للإصدارات القديمة من سكوربيون تصميم كور معالج مماثل لـCortex-A8.

### المنتجات المبكرة (2007-2009)

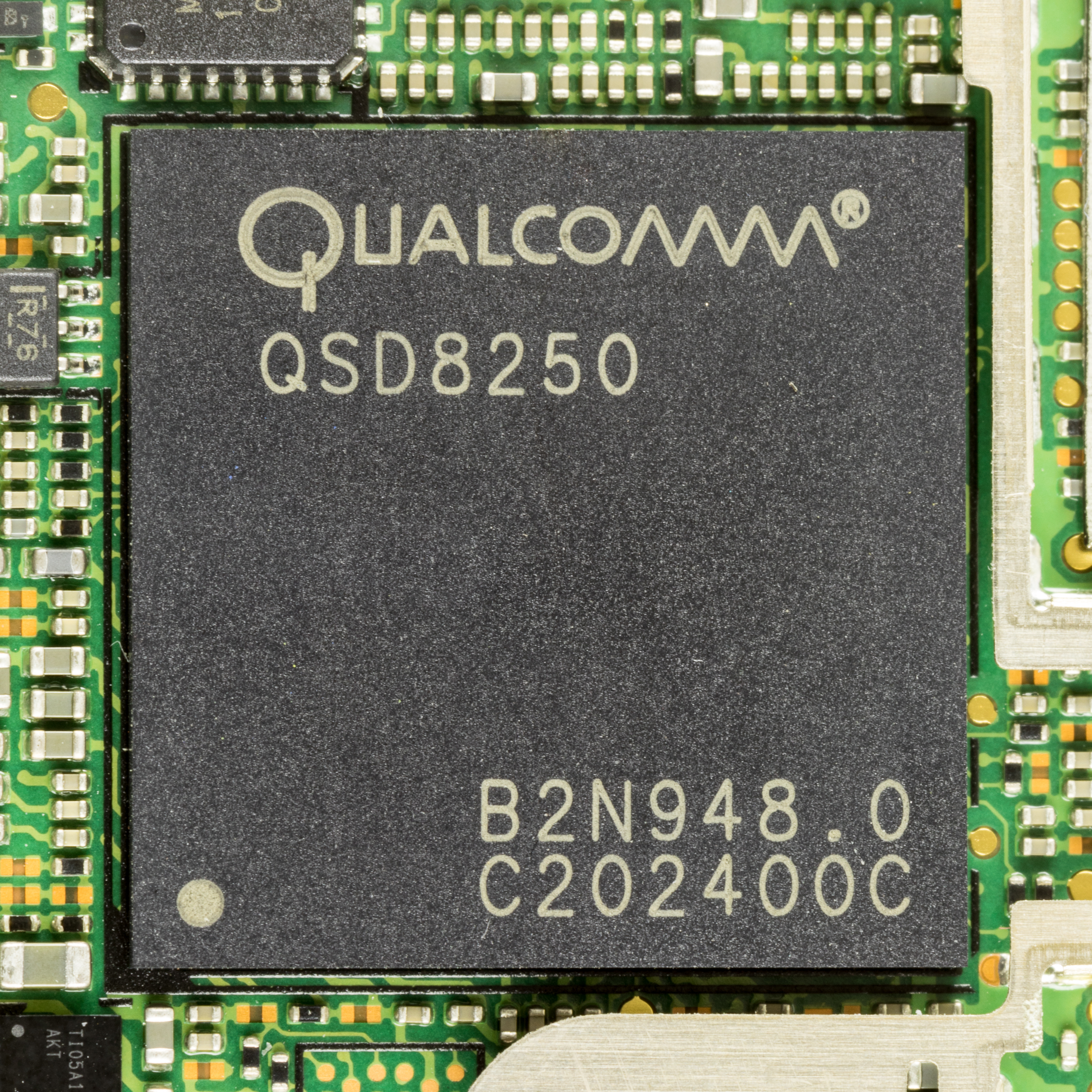
كوالكوم QSD8250

كانت أول شحنات سناب دراغون هي QSD8250 في نوفمبر 2007. وفقا لموقع CNET، أدعى سناب دراغون أنه أول معالج بسرعة 1 غيغاهرتز للهواتف. معظم الهواتف الذكية في ذلك الوقت كانت تستخدم معالجات بسرعة 500 ميغاهيرتز. دعم الجيل الأول من منتجات سناب دراغون بدقة 720 بكسل ورسومات ثلاثية الأبعاد وكاميرا 12 ميجابكسل. بحلول نوفمبر 2008، قررت 15 شركة مصنعة للأجهزة تضمين أشباه الموصلات سناب دراغون في منتجات الالكترونيات الاستهلاكية الخاصة بها.
في نوفمبر 2008، أعلنت شركة كوالكوم أنها ستنافس أيضا شركة إنتل في سوق معالجات النت بوك بنظام سناب دراغون ثنائي النواة المخطط له في أواخر عام 2009. لقد أظهر المعالج الذي يستهلك طاقة أقل من شرائح إنتل التي تم الإعلان عنها في نفس الوقت تقريباً ويدعي أنه سيكون أقل تكلفة عند إطلاقه. في نفس الشهر، قدمت كوالكوم نموذج لنتبووك يستند إلى سناب راغون يسمى Kayak بسرعة 1.5 غيغاهرتز وكان مخصصا للأسواق النامية.
في مايو 2009، تم ترقية منصة جافا وتحسينها لتتوافق مع معالجات سناب دراغون. في معرض كمبيوتكس تايبيه في نوفمبر 2009، أعلنت كوالكم عن إضافة QSD8650A إلى مجموعة منتجات سنب دراجون، والتي كانت تستند إلى 45 نانومتر. ظهر معالج بسرعة 1.2 جيجاهيرتز وكان استهلاكه للطاقة أقل من الموديلات السابقة.

### التبني (2009-2010)
بحلول أواخر عام 2009، أعلنت شركات تصنيع الهواتف الذكية أنها ستستخدم سناب دراغون SoCs في إسير لايكيود ميتال و HTC HD2 وToshiba TG01 وسوني اريكسون اكسبيريا اكس 10. أعلنت لينوفو عن أول منتج نتبووك باستخدام سناب دراغون SoCs في ديسمبر. وفقًا لـ PC World، فإن الأجهزة المحمولة التي تستخدم سناب دراغون لها عمر بطارية أفضل وأصغر في الحجم من تلك التي تستخدم SoCs الأخرى.
بحلول يونيو 2010، تم دمج رقائق سناب دراغون في 20 جهازًا للمستهلكين وتم دمجها في 120 تصميمًا للمنتجات قيد التطوير. حصلت أبل على مركز مهيمن في سوق الهواتف الذكية في ذلك الوقت ولم تدمج سناب دراغون في أي من منتجاتها. لذلك اعتمد نجاح سناب دراغون على هواتف أندرويد المنافسة، مثل جوجل نكسس ون ودرويد إنكريدايبل، مما يمثل تحديًا لمكانة سوق أبل. انتهى الأمر بأجهزة أبل في الحصول على حصتها في السوق من أيفون واستخدام سناب دراغون في الغالب.
كان هناك «تقرير غير مؤكد ولكن تم نشره على نطاق واسع» يتكهن بأن شركة آبل سوف تبدأ في استخدام سناب دراغون SoCs في أجهزة الأيفون المستندة إلى Verizon. اعتبارًا من عام 2012، كانت أبل لا تزال تستخدم تصميمات أشباه الموصلات الخاصة بـمعالجات تطبيق أبل المحمول. تمت إضافة دعم لأنظمة تشغيل ويندوز فون 7 إلى سناب دراغون في أكتوبر 2010.
بحلول عام 2011، تم دمج سناب دراغون في أجهزة WebOS التابعة لشركة هوليت-باكارد  وحصلت على 50٪ من حصة سوق الهواتف الذكية البالغة 7.9 مليار دولار. بحلول عام 2012، كان سناب دراغون S4 (Krait core) قد استحوذ على نصيب الأسد في أنظمة تشغيل نظام أندرويد الأخرى مثل نيفيديا تيجرا وتكساس إنسترومنتس OMAP مما تسبب في خروج الأخير من السوق. اعتبارًا من يوليو 2014، نمت الحصة السوقية لهواتف أندرويد إلى 84.6 بالمائة،  وتم تضمين رقائق سناب دراغون من كوالكوم في 41٪ من الهواتف الذكية. ومع ذلك، فإن ظهور شريحة أبل A7 64 بت في سبتمبر 2013 في آي فون 5 إس أجبر شركة كواكوم على إصدار منتج 64 بت منافس، على الرغم من الأداء القدير لـ سناب دراغون 800/801/805، نظرًا لأن الانوية الموجودة في Krait كانت فقط 32-بت. تم نقل أول 64 بت من SoCs، سناب دراغون 808 و810، إلى السوق باستخدام أنوية Cortex-A57 وCortex-A53 العامة وعانت من مشاكل في التهوية وارتفاع درجات الحرارة، وخاصةً 810، مما دفع سامسونج إلى التوقف عن استخدام سناب دراغون في هاتف سامسونج جالكسي إس 6 الرائد، وسامسونج جالكسي نوت 5.
تستخدم رقائق سناب دراغون أيضًا في معظم الساعات الذكية القائمة على نظام أندرويد. كما تم استخدام منتجات سناب دراغون في منتجات الواقع الافتراضي، في المركبات مثل مازيراتي كواتروبورتي وكاديلاك XTS وفي تطبيقات أخرى.

### 32-bit ARM era (2010–2015)

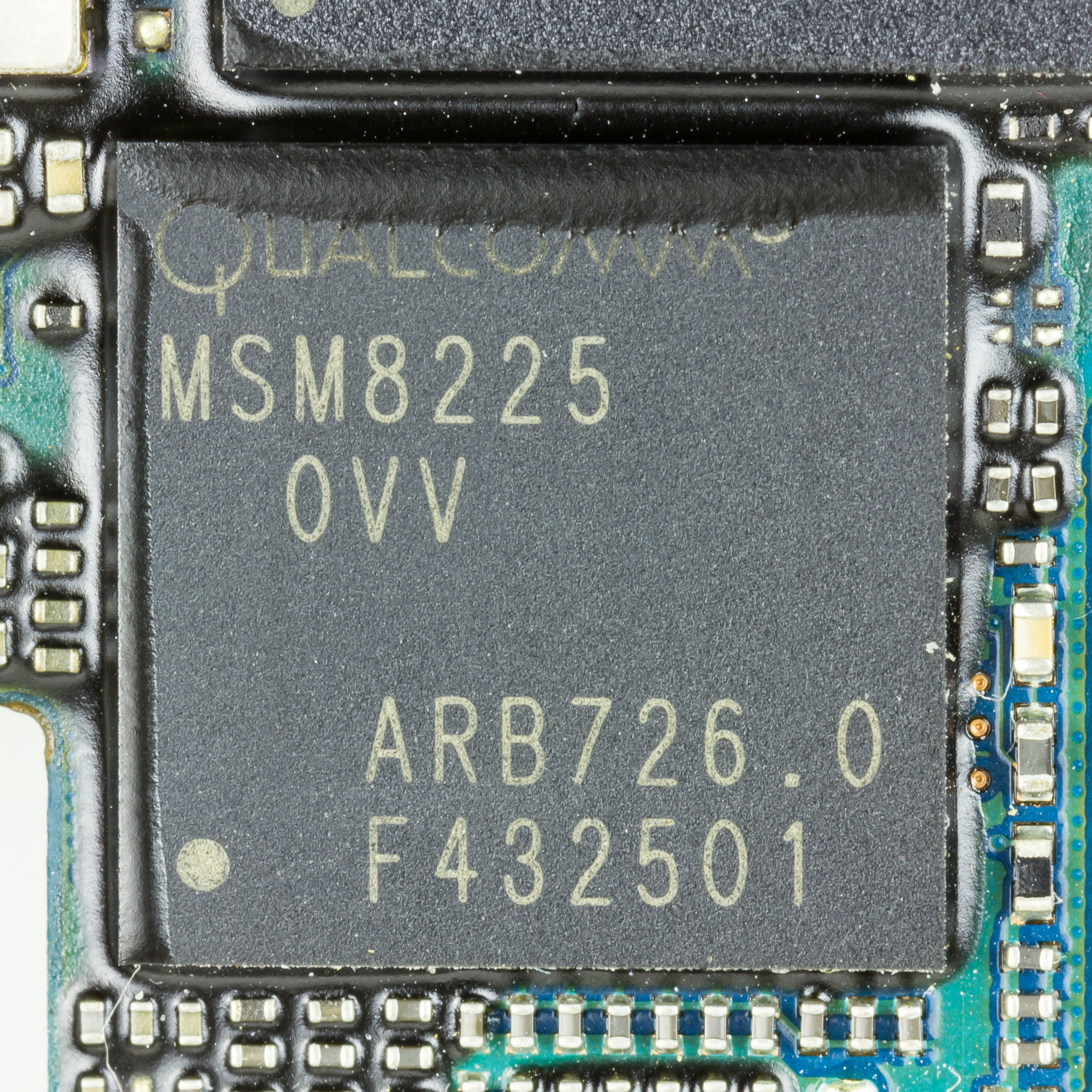
معالج سناب دراجون S4 Play - كوالكوم MSM8225

في يونيو 2010، بدأت كوالكوم في أخذ عينات من الجيل الثالث من منتجات سناب دراجون؛ اثنان ثنائي النواة 1.2 نظام GHz على الرقائق (SoC) يسمى مودم محطة متنقلة (MSM) 8260 و 8660. كان 8260 لشبكات GSM و UMTS و HSPA +، بينما كان 8660 لشبكات CDMA2000 و EVDO. في نوفمبر من ذلك العام، أعلنت شركة كوالكوم عن MSM8960  لشبكات LTE.
في أوائل عام 2011، أعلنت شركة كوالكوم عن بنية معالج جديدة تسمى Krait،  والتي تستخدم مجموعة تعليمات ARM v7، ولكنها كانت تستند إلى تصميم معالج كوالكوم الخاص. كانت تسمى المعالجات S4 ولديها ميزة تسمى غير متزامن/متماثل ومتعدد المعالجة (aSMP)، مما يعني أن كل نواة معالج قامت بتعديل سرعتها على مدار الساعة والجهد على أساس نشاط الجهاز من أجل تحسين استخدام البطارية. تمت إعادة تسمية الطرازات السابقة إلى S1 و S2 و S3 لتمييز كل جيل.
بدأ الجيل المعتمد على S4 من سناب دراجون SoCs في الشحن إلى مصنعي المنتجات باستخدام MSM8960 في فبراير 2012. في الاختبارات المعيارية التي أجرتها Anandtech، كان أداء MSM8960 أفضل من أي معالج آخر تم اختباره. في معيار النظام الشامل، حصل 8960 على 907، مقارنة بـ 528 و 658 لهاتفي جالكسي نكسس وHTC Rezound على التوالي. في اختبار معياري رباعي، والذي يقيم قوة المعالجة الأولية، حصل معالج Krait ثنائي النواة على 4,952 نقطة، في حين كان معالج Tegra 3 رباعي النواة أقل بقليل من 4000. تم توفير الإصدار رباعي النواة APQ8064 في يوليو 2012. كان أول سناب دراجون SoC يستخدم وحدة معالجة الرسوميات (GPU) من كوالكوم أدرينو 320.
ساهم اعتماد سناب دراجون في انتقال كوالكوم من شركة مودم لاسلكي إلى شركة تنتج أيضًا مجموعة واسعة من الأجهزة والبرامج للأجهزة المحمولة. في يوليو 2011، استحوذت كوالكوم على أصول معينة من GestureTek من أجل دمج الملكية الفكرية للتعرف على الإيماءات في سناب دراجون SoCs. في منتصف عام 2012، أعلنت شركة كوالكوم عن مجموعة تطوير برامج سناب دراجون (SDK) لأجهزة أندرويد في مؤتمر مطوري Uplinq. تتضمن SDK أدوات للتعرف على الوجه والتعرف على الإيماءات وإلغاء الضوضاء وتسجيل الصوت. في نوفمبر، استحوذت شركة كوالكوم على بعض الأصول من EPOS Development من أجل دمج تقنية التعرف على القلم والإيماءات في منتجات سناب دارغون. كما تعاونت أيضًا مع مايكروسوفت لتحسين ويندوز فون 8 لأشباه الموصلات سناب دارغون.
بحلول عام 2012، استحوذ سناب دراجون S4 (Krait core) على حصة مهيمنة من نظام أندرويد على الرقائق الأخرى مثل نفيديا تيجرا وشركة تكساس إنسترومنتس (OMAP) مما تسبب في خروج الأخير من السوق. اعتبارًا من يوليو 2014، نمت الحصة السوقية لهواتف أندرويد إلى 84.6٪،  وشغلت رقائق كوالكوم سناب دراجون 41٪ من الهواتف الذكية.
ومع ذلك، فإن الظهور الأول في سبتمبر 2013 لشريحة A7 64 بت من أبل في آيفون 5 إس أجبر شركة كوالكوم على التسرع في حل منافس 64 بت، على الرغم من الأداء القدير لـ سناب دراجون 800/801/805، نظرًا لأن نوى Krait الحالية كانت 32 فقط -قليلا. تم نقل أول معالج SoCs من فئة 64 بت، سناب دراجون 808 وقائمة معالجات 810، إلى السوق باستخدام نوى Cortex-A57 و Cortex-A53 العامة وعانى من مشاكل ارتفاع درجة الحرارة والاختناق، لا سيما 810، مما أدى إلى تخلي سامسونج عن سناب دراجون لرائدها سامسونج جالكسي إس 6 هاتف.
تم توسيع سلسلة المبتدئين 200 بستة معالجات جديدة باستخدام تصنيع 28 نانومتر وخيارات ثنائية أو رباعية النواة في يونيو 2013. تم الإعلان عن سناب دراجون 210 للمبتدئين، المخصص للهواتف منخفضة التكلفة، في سبتمبر 2014.

### Custom 64-bit ARM era (2016–present)
بعد المحاولة الأولى لشركة كوالكوم في استخدام نظام 64 بت على شريحة، قاموا بإنشاء بنية داخلية جديدة، أظهرت في الطرز اللاحقة أداءً حراريًا أفضل، خاصةً عند مقارنتها بطرازات سناب دراجون التي تم إطلاقها بعد عام 2015، مثل سناب دراجون 820.
في أوائل عام 2016، أطلقت شركة كوالكوم سناب دراجون 820، وهو معالج رباعي النواة ARM 64 بت باستخدام نوى كريو المصممة داخليًا. أطلقت كوالكوم سناب دراجون 821 المحدث في وقت لاحق من العام بسرعات أعلى للساعة وأداء أفضل قليلاً. تستخدم عائلة سناب دراجون 820 عملية FinFET البالغة 14 نانومتر من سامسونج. أصدرت كوالكوم أيضًا كوالكوم سناب دراجون محرك المعالجة العصبية إس دي كيه والذي كان أول مسرع الذكاء الاصطناعي AI على الهواتف الذكية.
أعلنت شركة كوالكوم عن معالج سناب دراجون 835 SoC ثماني النواة في 17 نوفمبر 2016. تم إصداره في العام التالي، وهو يستخدم نواة Kryo 280 وتم تصميمه باستخدام عملية FinFET التي تبلغ مساحتها 10 نانومتر. عند الإطلاق الأولي، نظرًا لدور سامسونج في تصنيع الشريحة، حصل قسم الهاتف المحمول أيضًا على المخزون الأولي للشريحة. هذا يعني أنه لم يتمكن أي صانع هواتف آخر من تصنيع منتجات تحتوي على سناب دراجون 835 حتى أصدرت سامسونج جهازها الرائد لهذا العام، سامسونج جالكسي إس 8.
في مايو 2017 بكومبيوتكس، أعلنت كوالكوم ومايكروسوفت عن خطط لإطلاق أجهزة كمبيوتر محمولة تعتمد على سناب دراجون وتعمل بنظام ويندوز 10 . دخلت كوالكوم في شراكة مع إتش بي ولينوفو وأسوس لإطلاق أجهزة محمولة رفيعة وأجهزة 2 في 1 مدعومة بمعالج سناب دراجون 835.
في ديسمبر 2017، أعلنت شركة كوالكوم عن معالج سناب دراجون 845 ثماني النواة. وهي تستخدم نفس عملية التصنيع التي تبلغ 10 نانومتر مثل سناب دراجون 835 السابقة ولكنها قدمت بنية معالج جديدة، Kryo 385،  مصممة لتحسين عمر البطارية، والتصوير، وللاستخدام مع تطبيقات الذكاء الاصطناعي.
في أوائل عام 2018، قدمت شركة كوالكوم السلسلة 7، والتي تقع بين السلسلتين 6 و 8 من حيث التسعير والأداء. تم إطلاق 700 مع طرازي ثماني النواة سناب دراجون 710 و 712، باستخدام بنية معالج Kryo 360، ومبني على عملية تصنيع 10 نانومتر.
في عام 2019، أصدرت شركة كوالكوم متغيرات جديدة من معالجاتها المحمولة، مع استبدال سناب دراجون 855 بـ 845. ينافس سناب دراجون 855 حلول النظام على الرقاقة المتطورة الأخرى مثل أبل A12 وKirin 980 . يتميز سناب دراجون 855 بنواة Kryo 485، المبنية على عملية TSMC التي تبلغ 7 نانومتر. حل سناب دراجون 730 و 730 G محل 710 و 712. يتميز الطرازان 730 و 730 G الأحدثان بـ Kryo 460 core، المبنيان على عملية 8 نانومتر من سامسونج.
في ديسمبر 2019، أعلنت شركة كوالكوم عن سناب دراجون 865 وسناب دراجون 765، والتي خلفت سناب دراجون 855/855 + وسناب دراجون 730 / 730G على التوالي. تم دمج سناب دراجون 765 مع الجيل الخامس، في حين أن سناب دراجون 865 مدعوم بمودم كوالكوم X55 الجيل الخامس منفصل. على الرغم من عدم وجود الجيل الخامس المدمجة، إلا أن سناب دراجون 865 غير متوافق مع هواتف 4G.
في مايو 2020، أعلنت شركة كوالكوم عن معالج سناب دراجون 768G الجيل الخامس الجديد، وهو نسخة مطورة من معالج 76الجيل الخامس. يتمثل الاختلاف الرئيسي بين 76الجيل الخامس و 768G في أن 768G ستوفر زيادة بنسبة 15 في المائة في الأداء وسرعة ساعة أعلى على وحدة المعالجة المركزية، حتى 2.8 جيجاهرتز من 2.4 جيجاهرتز.
في سبتمبر 2020، كشفت شركة كوالكوم النقاب عن معالج سناب دراجون 750G، وهو أحدث إضافة إلى السلسلة 7، المصمم لتقديم دعم الجيل الخامس للألعاب المحمولة ذات زمن الوصول المنخفض.

## الوصف والنماذج الحالية
يشتمل نظام سناب دراجون على منتجات الرقائق عادةً على وحدة معالجة الرسومات (GPU) ونظام تحديد المواقع العالمي (GPS) ومودم خلوي مدمج في حزمة واحدة. يحتوي على برنامج يعمل على تشغيل الرسومات والفيديو والتقاط الصور. هناك 23 معالجًا مختلفًا من سناب دراجون ضمن 200، و 400، و 600، و 700، و 800 عائلة منتجات تمتد من فئة منخفضة إلى عالية الجودة على التوالي، بالإضافة إلى منتجات شحن wi-fi والأجهزة المحمولة. تتضمن بعض مكوناتها معالجة رسومات أدرينو كوالكوم سداسي DSP والمعالجات التي تستخدم بنية معالج كوالكوم S4. بالإضافة إلى الهواتف الذكية، تُستخدم السلسلة 400 في الساعات الذكية  أما الفئة 602A فهي مخصصة للإلكترونيات في السيارات.
تم تنفيذ مخطط تسمية سناب دراجون الحالي بعد الإعلان عن عائلة سناب دراجون 800 في معرض الإلكترونيات الاستهلاكية لعام 2013 ؛ تمت إعادة تسمية الطرازات السابقة إلى سلسلة 200 أو 400 أو 600. تم إصدار سناب دراجون 600 الجديد أيضًا، والذي تم تضمينه بحلول منتصف العام في معظم أجهزة أندرويد الجديدة. عائلة 400 عبارة عن عائلة مبتدئة، و 600 عبارة عن سوق جماعي أو متوسط المدى، وعائلة 800 مخصصة للهواتف المتطورة أو الرائدة.

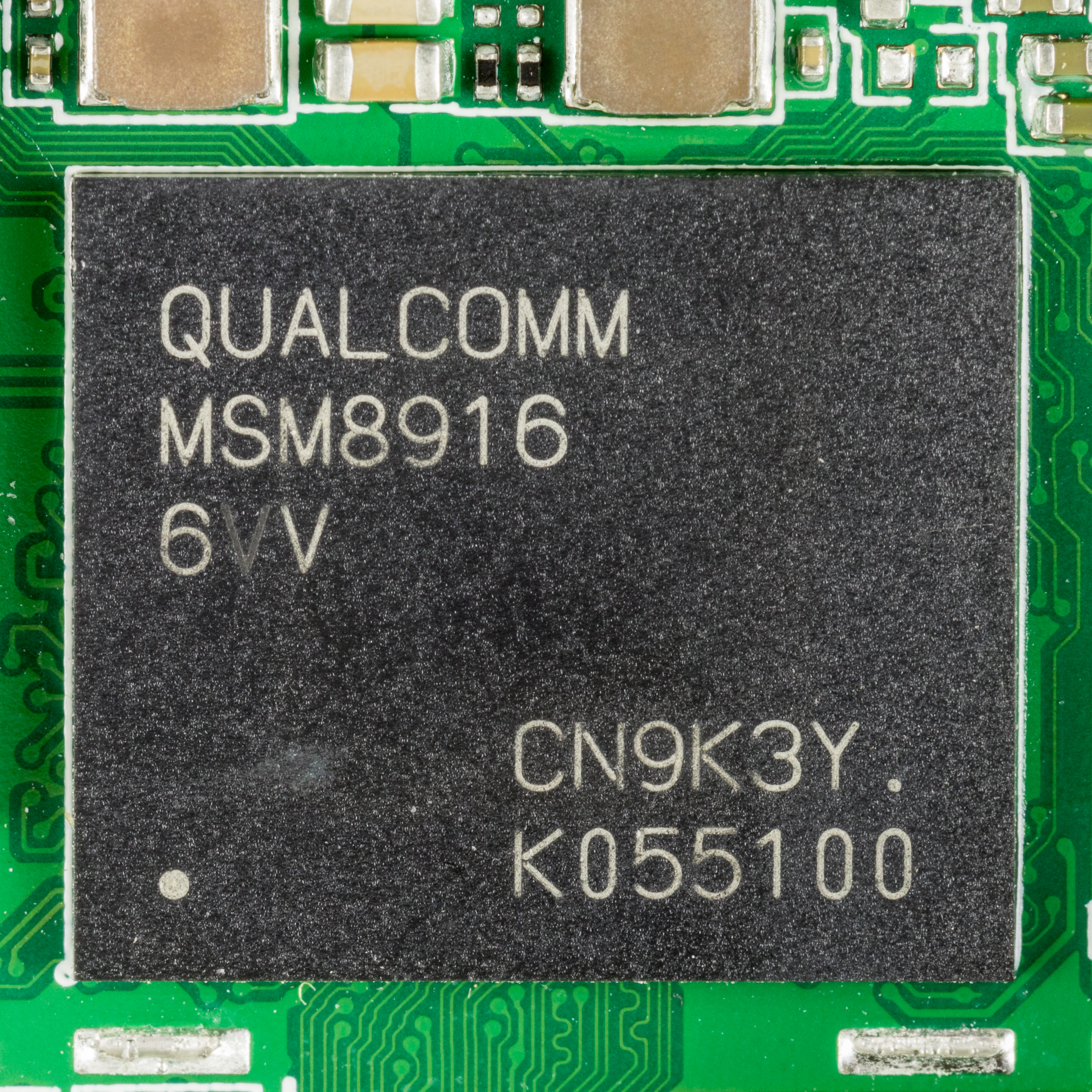
سنابدراجون 410

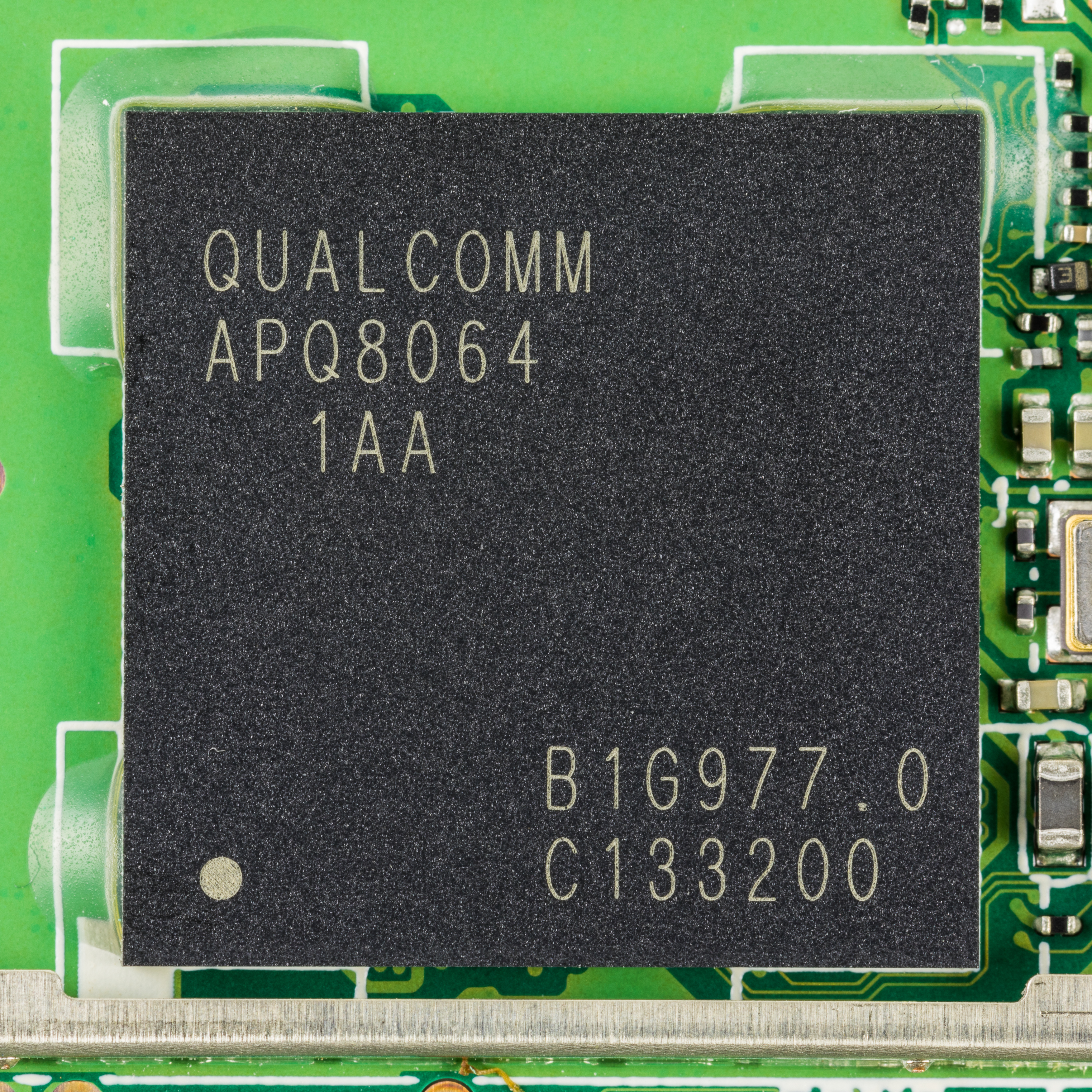
سناب دراجون 600 (طراز APQ8064)

تم إصدار سناب دراجون 805 في نوفمبر 2013. تم الإعلان عن 410، المخصصة للهواتف منخفضة التكلفة في الدول النامية، في الشهر التالي. في يناير 2014، قدمت شركة كوالكوم نسخة معدلة من سناب دراجون 600 تسمى 602A  مخصصة لشاشات المعلومات والترفيه داخل السيارة والكاميرات الاحتياطية ومنتجات مساعدة السائق الأخرى. تم الإعلان عن سناب دراجون 610 و 615 ثماني النواة في فبراير 2014. تم الإعلان عن سناب دراجون 808 و 810 في أبريل 2014. سناب دراجون 835، الذي تم الإعلان عنه في نوفمبر 2017، هو أول كوالكوم SOC مبني على 10 العمارة نانومتر. تم الإعلان عن رقاقة كوالكوم الرئيسية الجديدة لعام 2018، 845، في ديسمبر 2017. وفقًا لشركة كوالكوم، فإن 845 أسرع بنسبة 25-30٪ من 835.
في فبراير 2015، أعادت شركة كوالكوم تسمية منتجات المودم المستقلة الخاصة بها تحت اسم سناب دراجون؛ تم تمييزها عن SoCs باستخدام تعيين "x"، مثل مودم X7 أو X12. تم الإعلان عن أول مودم سناب دراجون لشبكات الجيل الخامس، X50، في أكتوبر 2016. تبع ذلك المودم 2 جيجا بايت X24 في عملية تصنيع 7 نانومتر تم الإعلان عنها في فبراير 2018.
وفقًا لـ CNET، كانت هواتف ويندوز تنمو في حصة السوق الأمريكية واحتلت مرتبة عالية في تقييمات CNET نظرًا لاستجابتها. يتم استخدام سناب دراجون SoCs أيضًا في معظم هواتف ويندوز  ومعظم الهواتف التي تدخل السوق في منتصف عام 2013. كان LG G2 أول هاتف يتم طرحه في السوق باستخدام سناب دراجون 800 في أغسطس 2013.
في عام 2017، حلت طرازي 660 و 630 محل الطرازين متوسطي المدى 653 و 626  وتم تسريع العديد من الرقائق في عائلة المنتجات 400. في فبراير 2017، قدمت شركة كوالكوم سناب دراجون X20، المخصص لشبكات الهاتف الخلوي الجيل الخامس،  وشريحتين جديدتين لشبكات Wi-Fi التجارية 802.11ax. تبع ذلك إضافة 636 إلى عائلة منتجات 600 في أكتوبر، والتي قالت كوالكوم إنها ستكون أسرع بنسبة 40 بالمائة من 630.
في أغسطس 2018، تم إصدار سناب دراجون 632 و 439 و 429. تستهدف شريحة SoC الجديدة الأجهزة متوسطة المدى مثل Moto G6 Play وهواوي أونر 7A ونوكيا 5.
في ديسمبر 2018، أعلنت شركة كوالكوم عن 8cx في قمة سناب دراجون Tech 2018. 8cx هو أول معالج SoC من كوالكوم مصمم خصيصًا لمنصة Always Connected PC (ACPC). على عكس شركة كوالكوم السابقة لـ ACPC SoCs والتي كانت مجرد SoCs المحمولة الخاصة بها عند TDP أعلى. كما عرضت كوالكوم مودم سناب دراجون X50 الجيل الخامس وسناب دراجون 855 و QTM052 mmWave Antenna Modem.
في فبراير 2019، أعلنت شركة كوالكوم عن مودم سناب دراجون X55 الجيل الخامس، ووحدة هوائي QTM525 ملم، ومتعقب الأظرف QET6100 وموالف معاوقة هوائي QAT3555 الجديد.
في يوليو 2019، أعلنت شركة كوالكوم عن تحديث سناب دراجون 855، سناب دراجون 855+، والذي يعد في الأساس نسخة مكسورة من طراز 855 مع أداء أسرع لوحدة المعالجة المركزية ووحدة معالجة الرسومات
في ديسمبر 2019، أعلنت شركة كوالكوم عن مودم سناب دراجون X52 الجيل الخامس إلى جانب سناب دراجون 765 وسناب دراجون 865.
في مايو 2020، أعلنت شركة كوالكوم عن منصة سناب دراجون 768G للهاتف المحمول والتي تعد خليفة مباشرًا لـ سناب دراجون 76الجيل الخامس وتتميز بنفس البنية مع بعض التحسينات الرئيسية في الأداء.

### الاختبارات المعيارية
وجدت الاختبارات المعيارية لمعالج سناب دراجون 800 من قبل مجلة PC Magazine أن قوة معالجته كانت قابلة للمقارنة مع المنتجات المماثلة من نيفيديا. وجدت معايير سناب دراجون 805 أن Adreno 420 GPU أدى إلى تحسن بنسبة 40 بالمائة في معالجة الرسومات مقارنة بـ أدرينو 330 في سناب دراجون 800، على الرغم من وجود اختلافات طفيفة فقط في معايير المعالج. وجدت معايير سناب دراجون 801 داخل سلسلة إتش تي سي وان «عثرة في كل مكان» في التحسينات المعيارية على 800. في عام 2015، كان لقرار سامسونج بعدم استخدام سناب دراجون 810 في هاتفها جالكسي إس 6  تأثير ضار كبير على عائدات سناب دراجون وسمعتها. أكدت الاختبارات المعيارية التي أجرتها آرس تكنيكا شائعات تفيد بأن الطرازات ذات الأداء المنخفض 810 ذات الأداء المنخفض ولديها مشكلات ارتفاع درجة الحرارة. قال متحدث باسم شركة كوالكوم إن هذه الاختبارات تم إجراؤها باستخدام إصدارات مبكرة من 810 لم تكن جاهزة للاستخدام التجاري. تم إصدار إصدار محدث ووجد أنه يعمل بشكل معتدل على تحسين الاختناق الحراري وسرعات ساعة وحدة معالجة الرسومات وزمن انتقال الذاكرة وعرض النطاق الترددي للذاكرة عند اختباره في منتج تجاري، شاومي إم آي نوت برو. بالإضافة إلى ذلك، كان أداء 820/821 و 835 و 845 أفضل بكثير. تم تحسين ذاكرة سناب دراجون 865 في تحديث لاحق. وجد الاختبار المعياري لعام 2019 بواسطة PC World أن أداء 865 متعدد النواة على الإعداد «الافتراضي» كان أعلى بنسبة 30 بالمائة من 855 وقابل للمقارنة مع بلس 855.